# Евразийское соответствие

Знак EAC

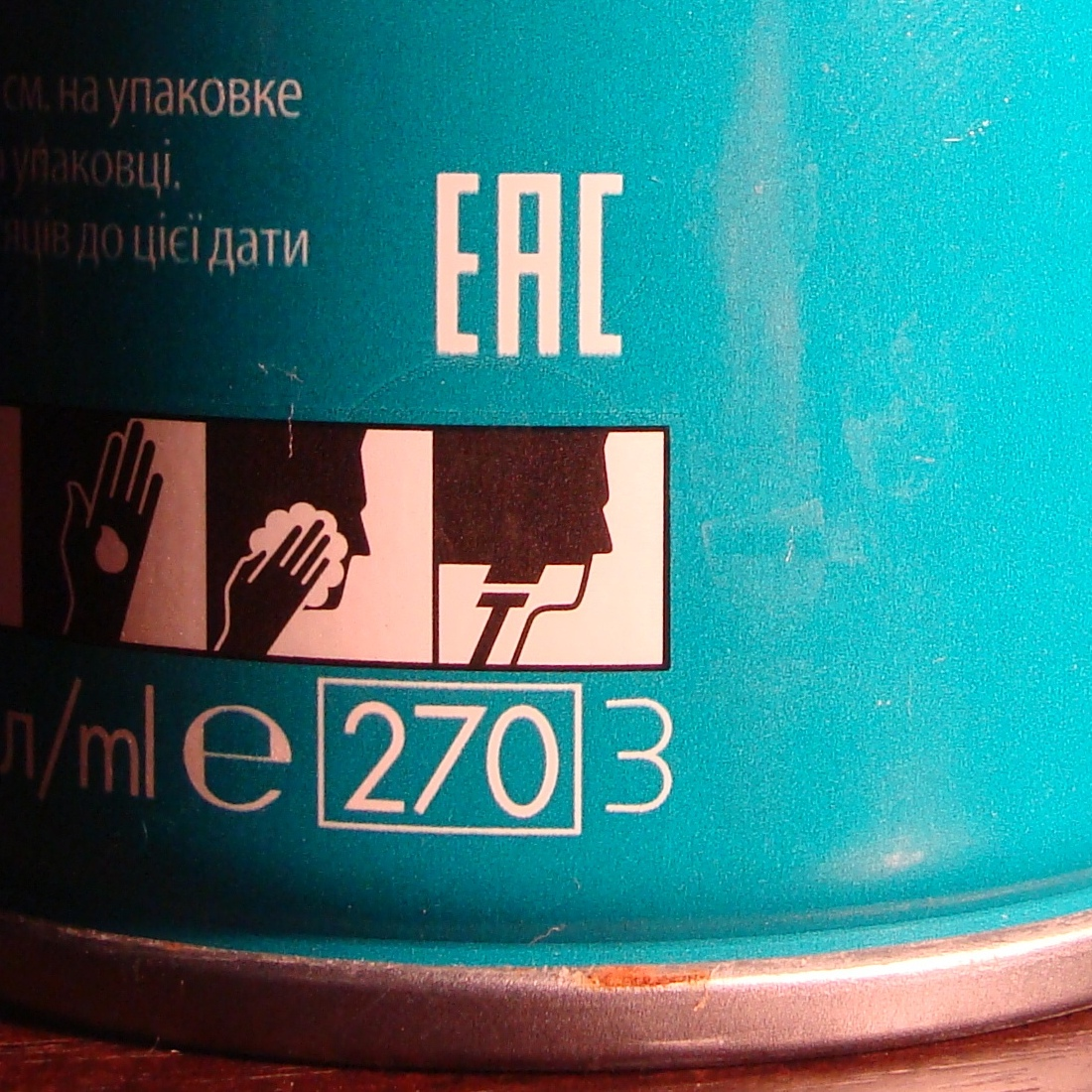
Знак обращения продукции на рынке Таможенного союза

Евразийское соответствие (англ. Eurasian Conformity, EAC) — единый знак обращения продукции на рынке государств - членов Евразийского экономического союза (до 31 декабря 2014 года Таможенного союза), знак обращения свидетельствует о том, что продукция, маркированная им, прошла все установленные в технических регламентах Таможенного союза и Евразийского экономического союза процедуры оценки (подтверждения) соответствия и соответствует требованиям всех распространяющихся на данную продукцию технических регламентов Таможенного союза и Евразийского экономического союза.
Базовый размер должен быть не менее 5 мм. Единый знак обращения наносится на каждую единицу продукции, упаковку или сопроводительную документацию, он может быть выполнен любым способом, обеспечивающим чёткое и ясное его изображение в течение всего срока службы продукции.
Знак соответствия вступил в силу с августа 2013 года.
Маркировка официального утверждения «Е» или «е» (для колёсных транспортных средств) приравнивается к маркировке единым знаком обращения продукции на рынке государств - членов Таможенного союза.